# Bian Jinyang
Bian Jinyang (边金阳) (Heilongjiang, 16 septembre 1993) est un écrivain chinois.
En 2003, à l'âge de 9 ans, il publia ses deux premiers romans 《时光魔琴》 et 《秦人部落》 avec le pseudonyme  de Yang Yang (阳阳). Plusieurs liseurs chinois le comparent avec J. K. Rowling.